# Nhà Hậu Trần
Hậu Trần (chữ Nôm: 茹後陳, chữ Hán: 後陳朝, Hán Việt: Hậu Trần triều) là một triều đại trong lịch sử Việt Nam từ 1407 đến 1414 mà các sách sử vẫn chưa thống nhất cách gọi. Sách Đại Việt sử ký toàn thư thì gọi là nhà Hậu Trần, còn Khâm định Việt sử Thông giám cương mục thì hoàn toàn không nhắc đến cụm từ này mà chỉ thuật lại sự việc trong những năm tháng ấy. Ở đây, viết theo sách Đại Việt sử ký toàn thư nên gọi là nhà Hậu Trần.
Nhà Hậu Trần do Giản Định đế - Trần Ngỗi (một hậu duệ của hoàng tộc nhà Trần) thành lập tháng 10 âm lịch năm 1407 tại Ninh Bình sau khi nhà nước Đại Ngu của nhà Hồ bị quân đội nhà Minh xâm chiếm và tiêu diệt. Trong thời kỳ này, nước Đại Ngu bị nhà Minh đổi tên trở lại thành Giao Chỉ và chia thành 17 phủ, 5 châu và 12 vệ trực thuộc Ty Bố Chính.
Do quân mới lập, Giản Định đế phải chạy vào Nghệ An, viên Đại tri châu Hóa châu là Đặng Tất giết quan nhà Minh, dẫn quân từ Hóa châu ra theo phò, nhà Hậu Trần làm chủ từ Nghệ An vào Thăng Hoa (vào vùng nay thuộc Quảng Nam và Bắc Quảng Ngãi). Năm 1408, quân Hậu Trần tiến quân ra Bắc, đánh bại quân Minh ở trận Bô Cô, bao vây các thành. Năm 1409, Giản Định đế giết 2 tướng Đặng Tất, Nguyễn Cảnh Chân, khiến cho 2 người con của họ là Đặng Dung và Nguyễn Cảnh Dị bất mãn, kéo quân mình trở về Nghệ An lập Trần Quý Khoáng lên làm Trùng Quang đế. Trùng Quang đế sai Nguyễn Súy bắt được Giản Định đế. Nhà vua Trùng Quang đế bèn tôn Giản Định Đế làm Thái thượng hoàng để cùng nhau tiến quân đánh quân Minh. Tuy chiến thắng lúc đầu, quân nhà Hậu Trần sau này dần dà thất thế, phải lui về phía Nam và tới năm 1414 thì thất bại hoàn toàn. 
Do Trùng Quang đế và Giản Định đế đều là thành viên hoàng tộc nhà Trần, có công lãnh đạo nhân dân chống ngoại xâm nên dù thất bại trong việc khôi phục nhà Trần và nước Đại Việt, họ vẫn được sử sách và nhân dân coi là 2 vị vua chính thống của nhà Trần và nước Đại Việt. Do vậy nhiều sách sử và các đền thờ nhà Trần thường ghi nhà Trần có 14 vị vua (gồm 12 vua nhà Trần và 2 vua nhà Hậu Trần). 

## Lịch sử
Năm 1407, quân Minh bắt được hai cha con họ Hồ ở cửa biển Kỳ La, đổi An Nam quốc làm Giao Chỉ quận, lập phủ, huyện, đặt quan lại. 
Tháng 6 cùng năm, Trương Phụ và Mộc Thạnh dẫn quân về nước, để viên giữ ti Đô chỉ huy sứ là Lữ Nghị và viên giữ hai ti Bố chính và Án sát là Hoàng Phúc ở lại trấn thủ Giao Chỉ.

### Lập Giản Định Đế
Khi nhà Hồ bị diệt rồi, người con thứ của Trần Nghệ Tông tên là Trần Ngỗi, trước được nhà Trần phong làm Giản Định vương và sau này nhà Hồ cải phong thành Nhật Nam quận vương, phải chạy trốn đến bến Yên Mô, Ninh Bình, vì Trương Phụ sai yết bảng tìm bắt con cháu họ Trần, tuy nói là để phục vị nhưng thực tế là ngấm ngầm giết bỏ để diệt trừ tận gốc.
Thổ hào Trường Yên là Trần Triệu Cơ đem dân chúng theo, Trần Ngỗi bèn xưng là Giản Định hoàng đế, lên ngôi ở Mô Độ, thuộc Tràng An, Ninh Bình nay là xã Yên Thành, huyện Yên Mô, Ninh Bình, đặt niên hiệu Hưng Khánh. Người nhà Minh đem quân đến đánh, vì quân mới họp tập, nên chưa đánh nhau mà tự tan vỡ, Trần Ngỗi phải chạy vào Nghệ An. Viên đại tri châu ở Hóa Châu là Đặng Tất nghe tin, liền giết quan nhà Minh, đem quân đến họp. Đặng Tất dâng con gái cho Giản Định, Giản Định phong cho Tất làm quốc công, cùng nhau mưu tính việc khôi phục.
Đại Việt sử ký toàn thư chép rằng: Mùa đông tháng 10 ngày mồng 2, Giản Định Đế lên ngôi ở Mô Độ châu Trường Yên, dựng niên hiệu là Hưng Khánh. Trước là Trương Phụ yết bảng bắt những người tôn thất nhà Trần và cựu thần đầu mục đem về. Vua trốn đến Mô Độ. Người phủ Thiên Trường là Trần Triệu Cơ đem quân đến tập xưng theo hiệu cũ. Tháng 4, quân Minh đánh vào hành dinh, vì là quân mới chiêu tập, không đánh mà tan. Vua bèn đi về miền Tây, tạm đóng ở Nghệ An. Đại chi châu châu Hóa là Đặng Tất nghe tin giết chết quan nhà Minh đem quân đến họp với vua, tiến con gái sung vào hậu cung. Vua phong Tất làm quốc công, cùng nhau mưu việc khôi phục.
Ở Bình Than, lúc ấy có Trần Nguyệt Hồ khởi binh chống lại nhà Minh, nhà Minh đem quân đánh, bắt giết được Nguyệt Hồ. Tháng 12, 1407, Giản Định đế Trần Ngỗi sai Trần Nguyên Tôn đến Bình Than chiêu dụ quân lính ở Bình Than. Quân Minh đến đánh úp, quân của Trần Nguyên Tôn tan vỡ, chạy vào Nghệ An. Toán quân Nguyệt Hồ tan rã rồi, Giản Định đế sai Trần Nguyên Tôn, Trần Dương Đình, Trần Nghiện Chiêu lại cùng Phạm Chấn thu thập số quân còn lại, hội họp ở Bình Than. Rồi bị quân nhà Minh đến đánh một lần nữa, quân nhà Trần lại tan vỡ, cùng nhau chạy vào Nghệ An.
Trần Thúc Dao và Trần Nhật Chiêu là con của Trần Nguyên Đán, trước đây đầu hàng nhà Minh, Trương Phụ cho Trần Thúc Dao giữ Diễn Châu, Trần Nhật Chiêu giữ Nghệ An. Nay quân nhà Hậu Trần kéo đến, Giản Định đế lấy cớ 2 người này không đón rước, nên bắt giết cùng đồ đảng hơn 600 người.
Phạm Thế Căng trước đầu hàng nhà Minh, Trương Phụ cho giữ chức Tri phủ Tân Bình, đến tháng 6, 1408, Đặng Tất phá quân Thế Căng ở cửa biển Nhật Lệ, bắt giải đem về xử tử, nhà Hậu Trần làm chủ từ Nghệ An vào Thăng Hoa.

### Trận Bô Cô
Tháng Chạp năm Mậu Tý (1408), Giản Định Đế hội tất cả quân Thuận Hóa, Tân Bình, Nghệ An, Diễn Châu, Thanh Hóa, rồi tiến ra đánh Đông Đô. Quân ra đến Trường An (Ninh Bình) thì các quan thuộc và những kẻ hào kiệt ở các nơi ra theo đông đảo.
Quân nhà Minh đem tin ấy về báo cho vua Minh Thành Tổ biết. Chu Đệ sai Mộc Thạnh đem 40.000 quân ở Vân Nam sang đánh. Quân Minh cũng điều động 20.000 thủy quân tại Trung Quốc sẵn sàng sang tiếp chiến. Thêm vào đó, tiếp vận sứ Minh là Sun Quan từ Quảng Đông sang với 10.000 quân vận tải cũng được tạm thời trưng dụng để tham gia phòng vệ. Các đội quân thổ binh cơ động bản xứ, đông tới 2000 người, cũng được điều động để kịp thời ứng cứu những nơi nguy cấp. Mộc Thạnh cùng với quan đô chưởng là Lữ Nghị vào đến bến Bô Cô (thuộc xã Hiếu Cổ, huyện Phong Doanh) thì gặp quân Hậu Trần.
Sách Việt sử tiêu án chép rằng: Quân đi qua Phúc Thành (nay là Phúc Am) gặp Tổng binh Mộc Thạnh của Minh ở Vân Nam đi đến, vừa đến Bô Cô, gặp khi thủy triều to, gió lớn, cho quân giữ các cây cắm sẵn, đắp lũy cả hai bờ sông. Thạnh cũng chia quân thủy và bộ ra giữ nhau, vua Giản Định cầm dùi đánh trống cho quân tiến, quân Minh thua chạy, Mộc Thạnh chỉ còn một thân thoát chết, chạy vào Cổ Lộng
Hai bên giao chiến, Giản Định Đế tự cầm trống thúc quân, tướng sĩ ai nấy hết sức xung phong, phá tan được quân nhà Minh, chém được Lữ Nghị ở trận tiền và đuổi Mộc Thạnh về đến thành Cổ Lộng (thành nhà Minh xây tại khu vực ngày nay là làng Bình Cách, huyện Ý Yên).
Bấy giờ Giản Định Đế muốn thừa thắng đánh tràn ra để lấy lại Đông Quan (tức Đông Đô, Hà Nội). Giản Định đế nói: Bây giờ nhân thế chẻ tre, đánh quét một trận ruổi dài, làm cho chúng không kịp bịt tai khi gặp sét đánh mạnh, rồi ta tiến lên lấy thành Đông Đô, thì thế nào cũng phá được. Đặng Tất nói: Hãy bắt hết bọn giặc còn sống sót, không nên để mối lo về sau.
Vua tôi mưu tính dùng dằng mãi không quả quyết. Gặp lúc ấy viện binh nhà Minh kéo đến đón tiếp Mộc Thạnh về thành Đông Quan. Đặng Tất bèn chia quân bao vây các thành ở các châu, phủ, đưa tờ hịch đi các lộ hội họp binh sĩ, rồi sẽ tiến đánh.

### Chia rẽ nội bộ, Trùng Quang Đế khởi binh
Người hoạn giả Nguyễn Quỹ và học sinh Nguyễn Mộng Trang nói kín với Giản Định đế rằng: Tất và Cảnh Chân chuyên quyền bổ dụng người này, cất chức người khác, nếu không liệu tính sớm đi, sau này khó lòng mà chế phục được. Giản Định đế tin lời, tháng 2, 1409, chu sư của Giản Định đế tiến đến đóng ở Hoàng Giang, cho triệu hai người ấy đến, Giản Định đế sai người bóp cổ chết Đặng Tất, Cảnh Chân chạy lên bờ, lực sĩ đuổi theo chém chết.
Tháng 3 âm lịch năm 1409, sau khi Giản Định Đế giết Đặng Tất và Nguyễn Cảnh Chân thì các con của hai ông là Đặng Dung và Nguyễn Cảnh Dị bỏ đi, đón Trần Quý Khoáng về lập vua. Trần Quý Khoáng hay Trần Quý Khoách  là con Mẫu Vương Thích, cháu vua Nghệ Tôn, hàng cháu vua Giản Định đế. Vua lên ngôi tại Chi La, Nghệ An, lấy niên hiệu là Trùng Quang. Trùng Quang đế dùng Nguyễn Súy làm Thái phó, Nguyễn Cảnh Dị làm Thái bảo, Đặng Dung làm Đồng bình chương sự, Nguyễn Chương làm Tư mã.
Lúc này Giản Định đế đang ở thành Ngự Thiên, chống nhau với nhà Minh. Trùng Quang đế sai Nguyễn Súy mang quân đến đánh úp, bắt được Giản Định đế. Mẹ Giản Định đế là Hưng Khánh Thái hậu và bầy tôi là Lê Tiệt, Lê Nguyên Đỉnh bàn nhau khởi binh đánh úp lại Trùng Quang đế - Trần Quý Khoáng. Việc bị tiết lộ; Trùng Quang đế bắt giết Lê Tiệt và Lê Nguyên Đỉnh, còn ai khác thì được tha cả. Gặp khi ấy Nguyễn Súy đưa Giản Định đế đến Nghệ An, Trùng Quang đế thay mặc mũ áo thường ra đón tiếp. Trùng Quang đế bèn tôn Giản Định đế làm Thượng hoàng, cùng nhau mưu tính việc khôi phục.

### Quân Minh phản công

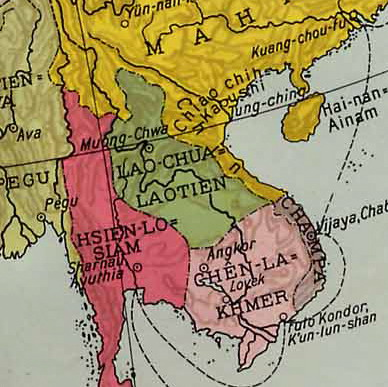
Bản đồ Trung Quốc dưới triều nhà Minh

Quân Minh sau trận đại bại ở Bô Cô, Mộc Thạnh phải chạy về cố thủ ở thành Đông Quan. Tháng 7 năm 1409, Thượng hoàng Trần Ngỗi và vua Trùng Quang chia quân hai đường đánh quân Minh. Thượng hoàng Giản Định đế đóng ở Hạ Hồng (Ninh Giang), Trùng Quang đế đóng ở Bình Than. Quân Minh cố thủ không dám ra đánh.
Được tinh Mộc Thạnh thất trận, nhà Minh điều Trương Phụ mang 47.000 quân sang cứu viện, thế quân Minh lại lên. Giản Định đế-Trần Ngỗi bỏ thuyền lên bờ, chạy về trấn Thiên Quan. Trùng Quang đế ngờ thượng hoàng có ý tách lực lượng riêng nên sai Nguyễn Suý đuổi theo nhưng không kịp. Trương Phụ mang quân đuổi theo bắt được Giản Định đế Trần Ngỗi và  Trần Hy Cát, Nguyễn Nhữ Lệ, Nguyễn Yến sai giải về Kim Lăng (Trung Quốc) và sát hại.
Tháng 8, Trùng Quang Đế cầm cự với Trương Phụ ở Bình Than. Vua lệnh cho Đặng Dung giữ cửa Hàm Tử. Bấy giờ lương thực rất thiếu thốn, Đặng Dung chia quân đi gặt lúa sớm để cấp cho quân. Quân Minh dò biết, dùng thủy quân đánh cửa Hàm Tử, quân của Dung tan vỡ. Minh sử ghi lại Trương Phụ đánh với 20.000 quân Hậu Trần có 600 thuyền chiến, giết hơn 3.000 người, số bị chết đuối "vô số", và bắt được hơn 400 thuyền chiến.
Ngày 6/9/1409, quân Minh giao chiến với quân Hậu Trần ở cửa sông Thần Đầu. Quân Hậu Trần có đến 400 chiến thuyền, tiến đánh rất hăng hái, nhưng không đọ lại được với hỏa lực quân Minh nên phải rút lui.
Quân Minh đuổi theo quân Hậu Trần, đến ngày 7/2/1410 đuổi đến châu Ngọc Ma thì thổ binh người Thái cùng voi chiến đổ ra đánh. Quân Minh dùng hỏa hổ bắn voi và quản tượng, voi hoảng sợ quay đầu chạy, quân Thái tan vỡ.
Đến ngày 12 tháng 2 năm 1410, quân Minh lại giao chiến với 2 vạn quân Hậu Trần tại Đông Hồ, giết 4.500 người và bắt làm tù binh 2000 người, quân nhà Trần thua phải chạy về Nghệ An.

### Trùng Quang Đế tiến quân ra Bắc lần 2
Tháng 5, 1410, vua Trùng Quang đế tiến quân từ Nghệ An ra Hồng Châu, giao chiến với quân Minh ở đây, bị thua. Trùng Quang đem Nguyễn Cảnh Dị lại tiến quân đến Hồng Châu lần nữa, phá đạo quân của Đô đốc Giang Hạo, nhân thế thắng, tiến thẳng đến Bình Than. Hào kiệt người Việt nghe tiếng, nhiều người hưởng ứng. Đồng Mặc, người Thanh Hóa, hiệu là Lỗ Lược tướng quân, tung quân ra đánh quân nhà Minh, bắt được chỉ huy Tả Địch. 
Trùng Quang đế trao cho Mặc quản trị phủ Thanh Hóa. Lại có Nguyễn Ngân Hà, Lê Nhị, Lê Khang, Đỗ Cối và Nguyễn Hiêu cũng đều đem dân chúng đánh giết quân nhà Minh. Nhưng vì quân không có người thống lĩnh, hiệu lệnh không thống nhất, nên quân nhà Minh đi đến đâu, thì quân sĩ ở nơi ấy liền bị tan vỡ. Trùng Quang đế lại dẫn quân về Nghệ An.

### Xin nhà Minh phong tước
Trước đây, vua Trùng Quang sai Hành khiển Nguyễn Nhật Ti và Thẩm hình Lê Ngân sang nhà Minh xin phong tước; vua nhà Minh tức giận, bắt giam hai người ấy rồi giết đi. Đến nay lại sai Hành khiển Hồ Nghiện Thần sung chức chánh sứ cầu phong, Thẩm hình Bùi Nột Ngôn làm phó, sang nhà Minh, đem dâng tờ biểu và phẩm vật địa phương cùng người vàng, người bạc thế mạng, mỗi thứ một người. Khi Nghiện Thần đến Yên Kinh, vua Minh sai Hồ Nguyên Trừng mượn cớ là tình nghĩa cố cựu, hỏi về tình hình trong nước mạnh yếu hư thực thế nào, Nghiện Thần nói hết cho Nguyên Trừng biết. Nột Ngôn không chịu khuất phục. 
Vua nhà Minh giả vờ phong cho vua Trùng Quang làm Bố chánh sứ ở Giao Chỉ, Nghiện Thần làm tri phủ Nghệ An. Khi về đến nước, Nột Ngôn đem việc Nghiện Thần tiết lộ tình hình trong nước và nhận quan chức do nhà Minh phong trình bày hết cho Trùng Quang đế biết, vua Trùng Quang bèn bắt giam Nghiện Thần rồi giết đi.

### Chiến sự tại Nghệ An
Dù rằng bị đánh lui về phía nam, nhưng lực lượng nhà Trần tiếp tục hoạt động và kiểm soát từ Nghệ An trở vào, nhà Minh liên tục phải điều động quân từ Quảng Tây sang tiếp viện cho Mộc Thạnh. Đầu năm 1411, vua Minh lại điều Trương Phụ dẫn 14 vệ, tổng cộng 78.600 quân (Minh sử ghi 2.400 quân) sang tiếp việc cho Mộc Thạnh để đánh dẹp nhà Hậu Trần. Quân Minh tiến về phía nam, đường thủy do Trương Phụ, đường bộ do Mộc Thạnh chỉ huy, định đánh kẹp quân nhà Trần lại tại các căn cứ dọc các cửa sông đổ ra biển.
Tháng 6 năm 1412, Trương Phụ và Mộc Thạnh đem quân đánh vào Nghệ An, gặp Nguyễn Suý, Nguyễn Cảnh Dị, Đặng Dung ở Mô Độ. Hai bên liều chết đánh nhau chưa phân thắng bại, thì Súy và Cảnh Dị vượt biển chạy, Hồ Bối bỏ thuyền lên bờ. Đặng Dung thế cô, không có cứu viện, liền đi thuyền nhẹ vượt biển trốn đi.
Trước đây, vua Trùng Quang thấy rằng quân mình bị thua luôn, lương thực lại không được kế tiếp, mới đem Nguyễn Súy, Đặng Dung theo đường biển ra tuần tiễu ở Hải Đông, Vân Đồn cùng các bãi biển để lấy lương ăn, và đánh lính thú nhà Minh, rồi lại kéo về Nghệ An, số quân chỉ còn độ ba, bốn phần mười. Đến nay Trương Phụ lại đem quân đến đánh, bèn chạy đến Hóa Châu, sai bầy tôi là Nguyễn Biểu sung làm sứ cầu phong. Khi đem phẩm vật đến Nghệ An, Biểu bị Phụ giữ lại. Biểu giận, mắng Phụ rằng: Trong bụng toan tính việc đánh chiếm nước người ta, ngoài mặt lại phô trương là quân nhân nghĩa, trước nói lập con cháu họ Trần, bây giờ lại đặt quận huyện, không những cướp bóc của cải, lại còn giết hại nhân dân, mày thật là thằng giặc bạo ngược. Trương Phụ giận, sai giết đi. Tháng 4 năm 1413, Trương Phụ lại đánh vào Nghệ An. Trùng Quang Đế rút lui về Hóa Châu.
Như vậy, từ chỗ áp sát thành Đông Quan, quân Hậu Trần dần dần yếu thế phải lui binh về phía nam trước sự tham chiến của đạo quân viện binh hùng hậu và viên danh tướng Trương Phụ. Hóa châu mà mảnh đất cố thủ cuối cùng của quân Hậu Trần.

### Chiến sự ở Hóa châu
Tháng 6 năm Quý Tỵ (1413) quân Trương Phụ vào đến Nghệ An, quan Thái phó nhà Hậu Trần là Phan Quý Hữu ra hàng, được mấy hôm thì mất. Trương Phụ cho con Quý Hữu là Phan Liêu làm tri phủ Nghệ An. Phan Liêu muốn tâng công, nên nói cho Phụ biết Trần Quý Khoáng có bao nhiêu tướng tá người nào giỏi, người nào dở, quân số nhiều ít, sơn xuyên chỗ hiểm, chỗ không thế nào.
Trương Phụ bèn quyết ý vào Hóa Châu, và hội chư tướng lại để bàn kế tiến binh. Mộc Thạnh nói rằng: "Hóa Châu núi cao bể rộng khó lấy lắm". Trương Phụ nhất định vào đánh cho được, nói rằng: "Ta sống cũng ở đất Hóa Châu này, mà chết cũng ở đất Hóa Châu này. Hóa Châu mà không lấy được thì không mặt mũi nào về trông thấy chúa thượng!". Lập tức truyền cho quân thủy bộ tiến vào đánh Hóa Châu.
Tháng 9 năm 1413, quân Trương Phụ vào đến Thuận châu, Nguyễn Suý và Đặng Dung giữ sông Thái Gia, đặt phục binh, nhân đêm đánh úp dinh Trương Phụ. Đặng Dung nhảy lên thuyền Trương Phụ toan bắt sống, nhưng không biết mặt, vì thế Trương Phụ mới nhảy xuống sông lấy thuyền nhỏ mà chạy thoát được. Quân Minh tổn thất rất nhièu. Nhưng Nguyễn Súy lại không hợp sức cùng Dung. Bấy giờ quân Hậu Trần còn rất ít, Trương Phụ thấy vậy đem binh đánh úp lại, xoay chuyển cục diện. Bọn Đặng Dung địch không nổi phải bỏ chạy.
Sử thần Ngô Sĩ Liên nói: "Trận đánh ở Sái Già, Đặng Dung, Nguyễn Súy, đem tàn quân trơ trọi chống lại bọn giặc mạnh, quân tướng đều tinh nhuệ. Dung nửa đêm đánh úp doanh trại giặc làm cho tướng giặc sợ hãi chạy trốn, đốt hết thuyền bè, khí giới của chúng, không phải người thực sự có tài làm tướng, thì có làm được như thế hay không?. Thế nhưng cuối cùng vẫn bại vong, đó là do trời. Tuy thất bại, cũng vẫn vinh quang. Trong khoảng 5 năm, kiên trì chiến đấu với giặc, dẫu có bất lợi, nhưng ý chí không núng, khí thế càng hăng, đến kiệt sức mới chịu thôi. Lòng trung vì nước của người bề tôi, dẫu trăm đời sau vẫn còn tưởng thấy được!"

### Thất bại
Tháng 12, 1413, từ khi thua trận Sái Già, quân Hậu Trần thế yếu không thể chống với quân Minh được nữa, phải vào ẩn núp ở trong rừng núi, Nguyễn Cảnh Dị và Đặng Dung muốn chạy sang Tiêm La, Trương Phụ đuổi theo bắt được. Nguyễn Cảnh Dị mắng chửi Phụ rằng: Chính ta muốn giết mày, bây giờ lại bị mày bắt!. Mắng chửi mãi không ngớt mồm, Phụ đem giết đi, lấy gan ăn. Trùng Quang đế chạy sang Lão Qua, Nguyễn Súy chạy sang Minh Linh cũng đều bị quân nhà Minh bắt.
Chẳng được bao lâu vua Trần và các tướng đều bị bắt và bị giải về Yên Kinh cả. Đi đến giữa đường, Trùng Quang Đế nhảy xuống biển tự tử, Đặng Dung cũng tự sát. Đặng Dung có làm bài thơ Thuật hoài, sau được nhiều người truyền tụng:
Việc đời bối rối tuổi già vay
Trời đất vô cùng một cuộc say
Bần tiện gặp thời lên cũng dễ
Anh hùng lỡ bước ngẫm càng cay
Vai khiêng trái đất mong phò chúa
Giáp gột sông trời khó vạch mây
Thù trả chưa xong đầu đã bạc
Gươm mài bóng nguyệt biết bao rày.
Nguyễn Súy tìm làm thân với viên quan áp giải mình, được cùng người đó đánh cờ. Nhân thời cơ thuận lợi, Nguyễn Súy cầm bàn cờ đập chết người áp giải rồi mới nhảy xuống sông tự tận.
Toàn bộ vua tôi nhà Hậu Trần cuối cùng đều tử tiết oanh liệt chứ không đầu hàng quân Minh. Còn tên hàng tướng bày mưu cho quân Minh là Phan Liêu về sau đã bị quân khởi nghĩa của Lê Lợi giết chết. Ngô Sĩ Liên ca ngợi: "Than ôi, người làm tôi trung với nước tuy chết vì nghĩa không có tội gì, mà để lại tiếng thơm mãi mãi, còn bọn bất trung phản quốc, không khỏi tránh khỏi chết, lại còn để tiếng xấu ngàn năm, thực đúng như thế."
Nhà Hậu Trần chỉ truyền được 2 đời, tổng cộng 7 năm. Tính cả nhà Trần trước đây thì tổng số có 14 vua Trần. Theo sách Khâm định Việt sử thông giám cương mục: Đây trở lên, nhà Trần từ Bính Tuất (1226), Trần Thái Tông, năm Kiến Trung thứ 2, đến Kỷ Mão (1399), Thiếu Đế, năm Kiến Tân thứ 2, gồm 12 vua, 174 năm. Phụ thêm: Hồ Quý Ly một năm, Hán Thương 6 năm (1400-1406). Hậu Trần Đế Ngỗi 3 năm (1407-1409), Đế Quý Khoáng 4 năm (1410-1413),
gồm 2 vua, 7 năm, hợp cộng 188 năm.

## Nhận định
Theo sử gia Ngô Sĩ Liên trong Đại Việt sử ký toàn thư:
 Trùng Quang Đế lấy quân một lữ để mưu khôi phục đất nước trong lúc loạn lạc lưu ly, ví như dùng một cây gỗ để chống giữ ngôi nhà lớn đã đổ, chả lẽ không biết rằng thế không thể cứu vãn được nữa hay sao? Nhưng hãy làm hết bổn phận nên làm, ngõ hầu có thể vãn hồi được thiên mệnh!.Còn như khi bị giặc bắt đem về, giữ nghĩa không chịu nhục, cam lòng nhảy xuống biển mà chết, để cùng mất với nước, thực đúng là "quốc quân chết vì xã tắc", mà các bề tôi của ngài như Cảnh Dị chửi giặc mong cho chúng giết ngay mình, Nguyễn Biểu kể tội ác của giặc rồi chết, đều là những người đáng ca ngợi cả. Chỉ có Hồ Ngạn Thần đi sứ làm nhục mệnh vua, đã bị giết rồi, Phan Liêu đem tình hình mạnh yếu trong nước đi báo cho giặc, tuy được thoát chết trong một thời, nhưng sau lại bị Thái Tổ Cao Hoàng Đế ta giết chết. Than ôi, người làm tôi trung với nước tuy chết vì nghĩa không có tội gì, mà để lại tiếng thơm mãi mãi, còn bọn bất trung phản quốc, không khỏi tránh khỏi chết, lại còn để tiếng xấu ngàn năm, thực đúng như thế
Theo Ngô Thì Sĩ bàn trong Việt sử tiêu án:
 Vua Giản Định và Trùng Quang đều là con cháu vua Nghệ Tông, Trần Triệu Cơ lập lên để nối ngôi vua đã bị mất, Nguyễn Cảnh Chân dắt díu đi đánh chống bọn giặc mạnh; trận thắng ở Bô Cô, thanh thế cũng đã lừng lẫy, mà vội nghe lời dèm pha của 2 đứa hoạn quan, bỏ mất vị tướng trụ cột, tự chuốc lấy bại vong, chả đáng nói nữa. Đến vua Trùng Quang quật khởi lên được, duy chỉ 2 tướng Nguyễn và Đặng phụ trì hai bên, ngoài ra đều là người chắp tay xem thế sự; chỉ có một xó Nghệ và Diễn là nơi ra vào công thủ, ngoài ra không còn mảnh đất nào để dụng võ; lặn lội ở góc biển chân non, trận thắng ở La Tân, Bình Than không bù lại được những trận thua ở Linh Trường, Nguyệt Thường; tuy lũ Dung và Súy có chí không chịu lùi, nhưng mà quân giặc vẫn chiếm phần tiện nghi hơn; đất Quảng, Thuận hiểm trở coi như có thể tựa nương được, nhưng tình thế đất ấy nào đã bị quân phản bội chỉ rõ cho giặc rồi, tai nạn bị bắt ở Lão Qua thật cũng đáng thương!
Theo Trần Trọng Kim bàn về Đặng Dung trong Việt Nam sử lược:
Cha con ông Đặng Dung đều hết lòng giúp nước phò vua, tuy không thành công được, nhưng cái lòng trung liệt của nhà họ Đặng cũng đủ làm cho người đời sau tưởng nhớ đến, bởi vậy hiện nay còn có đền thờ ở huyện Can Lộc, tỉnh Hà Tĩnh.

## Các tướng nhà Hậu Trần
- Đặng Tất
- Nguyễn Cảnh Chân
- Đặng Dung
- Nguyễn Cảnh Dị
- Nguyễn Suý
- Nguyễn Biểu

## Đền Hậu Trần
Đền Hậu Trần trên đất kinh đô Mô Độ xưa, nay thuộc Ninh Bình là nơi tôn vinh 2 vị hoàng đế nhà Hậu Trần.
Đền Hậu Trần nằm ở thôn La, xã Yên Thành, huyện Yên Mô, tỉnh Ninh Bình nên còn được gọi là đền La. Đền thờ 2 vua nhà Hậu Trần là Giản Định Đế và Trùng Quang Đế, ngoài ra còn phối thờ công thần Trần Triệu Cơ.
Thôn La còn có phủ thờ Bối Mai công chúa dưới chân núi Cái Sơn. Bà là con gái Giản Định Đế, người có công tổ chức việc khẩn hoang, khuyến khích việc nông trang, xây dựng xóm làng.
Cách phủ thờ Bối Mai công chúa là khu lăng mộ Giản Định Đế và lăng mộ Hoàng hậu Đỗ Thị Nguyệt. Khu lăng ngày trước rộng đến 8 ha. Trước lăng có biển đề: "Hậu Trần hoàng đế lăng". Xã Yên Thành lại còn một cái giếng mang tên Giếng Dặn. Giếng này có từ thời Giản Định Đế. Lễ hội đền La tưởng nhớ các vị anh hùng thời Hậu Trần được mở từ ngày 12 đến ngày 13 tháng ba âm lịch hàng năm.

## Trong văn hóa đại chúng
Trùng Quang tâm sử là một phim truyền hình của đài truyền hình thành phố Hồ Chí Minh (HTV) nói về thời kỳ này, dựa theo tác phẩm cùng tên của Phan Bội Châu. Theo nhận định của các nhà chuyên môn, trong bộ phim đã lầm lẫn nhân vật tướng Nguyễn Suý của nhà Hậu Trần và nhân vật Nguyễn Xí, sau trở thành công thần khai quốc nhà Hậu Lê.
Tản Đà đã làm bài thơ Đời Hậu Trần như sau:
Núi Thiên Cầm trời bắt đôi Hồ
Quan lại Minh sang giữ bản đồ
Muông rừng trai bể mắc tai vạ
Người chết không chôn, kẻ sống lo:
Nghệ An, Mô Độ ai gây nhóm?
Giản Định, Trùng Quang lại có vua
Mật giặc vỡ tan thành Cổ Lộng
Máu thù lai láng bến Bô Cô.
Liều gan cố chết bấy nhiêu phen
Các vị tướng thần ai bực nhất?
Ông Nguyễn Cảnh Dị bố là Chân
Cùng ông Đặng Dung bố là Tất.
Quân cơ sau trước nối nhau thay
Hai bố, hai con một dạ sắt.
Khí thiêng đúc lại bốn anh hào
Trời có thương Trần chưa vội mất.
Tiếc cho trận đêm cửa Sái Đà
Nhầm để con kình lọt lưới ra
Nước nhà giao lại cho quân giặc
Sự nghiệp này thôi đến Lão Qua
Sông dài sóng cả, con thuyền ngược
Vua tôi theo trót với sơn hà
Nghìn thu thơm để nước Nam Việt
Mười ba năm nối vận Đông A.